# Залесе (Сокульський повіт)
Залесе (пол. Zalesie) — село в Польщі, у гміні Сідра Сокульського повіту Підляського воєводства.
Населення — 80 осіб (2011).
У 1975-1998 роках село належало до Білостоцького воєводства.

## Демографія
Демографічна структура станом на 31 березня 2011 року:
|          | Загалом | Допрацездатний вік | Працездатний вік | Постпрацездатний вік |
| -------- | ------- | ------------------ | ---------------- | -------------------- |
| Чоловіки | 49      | 8                  | 35               | 6                    |
| Жінки    | 31      | 4                  | 11               | 16                   |
| Разом    | 80      | 12                 | 46               | 22                   |